# Batrachologie

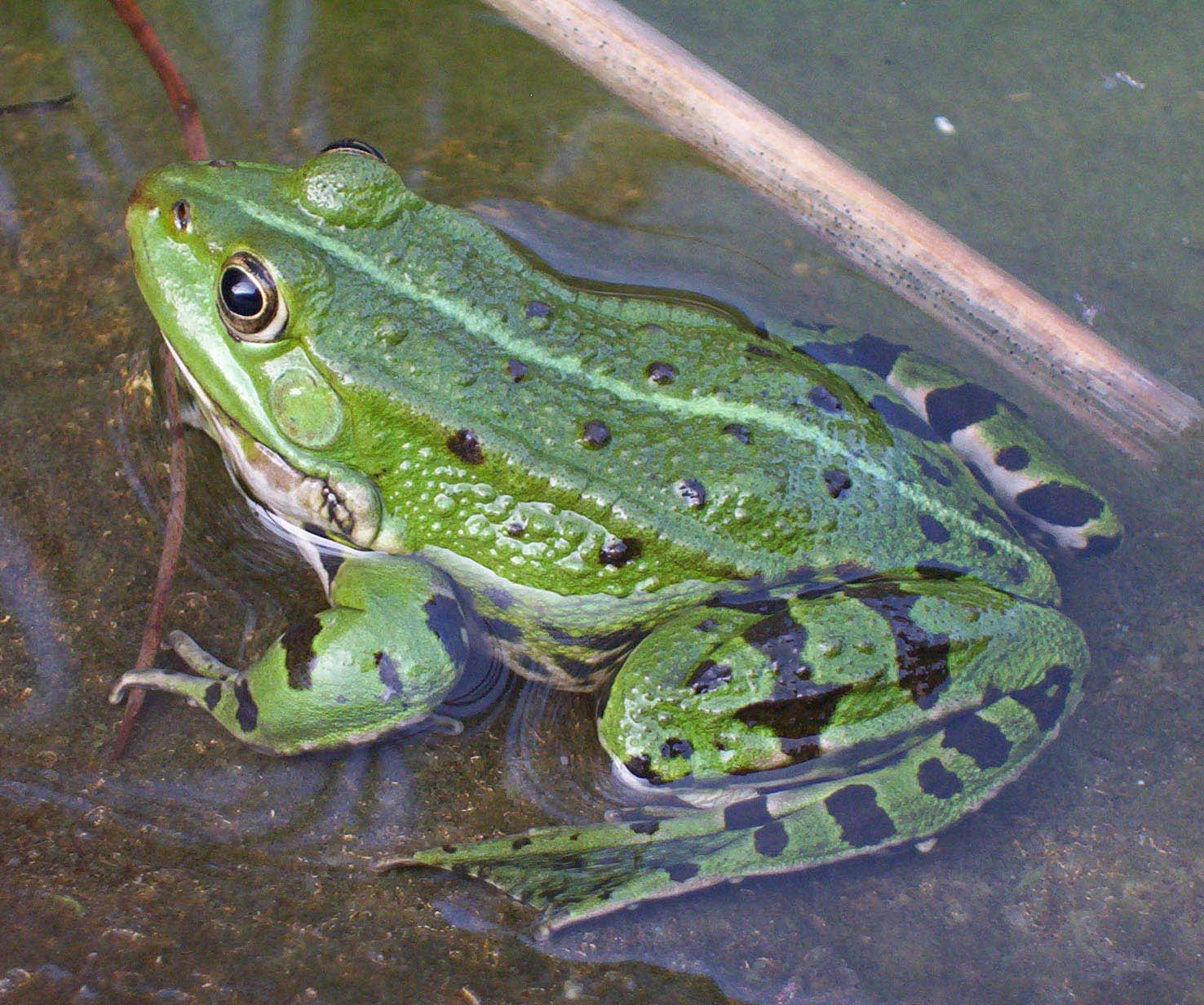
Skokan zelený

Batrachologie je vědní obor, který je vyčleněný z herpetologie a zabývá se výhradně studiem obojživelníků – tzn. žab, ocasatých obojživelníků (mloci, čolci) a beznohých obojživelníků čili červorů – na rozdíl od herpetologie, která se zabývá studiem obojživelníků a plazů (krokodýli, šupinatí, želvy, hatérie). Jedná se o historicky již dlouho používaný pojem (viz např. studie z roku 1910), jako samostatný obor jej navrhoval uznat evoluční biolog Andrew J. Crawford v roce 1999.[zdroj⁠?!]